# Nati Linial
Nathan (Nati) Linial est un chercheur israélien en mathématiques et informatique théorique.

## Biographie
Linial est né en 1953 à Haïfa en Israël, et a reçu son PhD à l'université hébraïque de Jérusalem en 1978, sous la direction de Micha Perles. Il a effectué un post-doctorat à l'université de Californie, avant de retourner à l'université hébraïque de Jérusalem. 

## Travaux
Linial est notamment connu pour ses travaux sur la localité dans le domaine de l'algorithmique distribuée notamment sa borne inférieure pour la coloration de graphe dans le modèle local. Parmi ses travaux importants, on compte aussi des études des graphes expanseurs, des circuits booléens, des algorithmes online et des plongements de graphes (notamment avec des applications du lemme de Johnson-Lindenstrauss). 
De façon plus générale, il s'intéresse à l'algorithmique, à la géométrie et à la bio-informatique.

## Distinctions
Nati Linial est devenu membre de la Société américaine de mathématiques (AMS) en 2012.
Il a reçu le prestigieux prix Dijkstra en 2013, pour l'article Locality in Distributed Graph Algorithms (Linial 1992).